# مستشفى قنا الجديدة
مستشفى قنا الجديدة هو مستشفى عام حكومي مصري، يتبع مديرية الشئون الصحية بمحافظة قنا التابعة لوزارة الصحة والسكان، يقع في الحي الأول بمدينة قنا الجديدة بمحافظة قنا، على مساحة تقارب خمسة أفدنة، أنشأ سنة 2024، تبلغ مساحة المبنى الرئيسي حوالي 18 ألف متر مربع، ويتكون من سبعة طوابق، وبلغت الطاقة الاستيعابية للمستشفى سنة 2024 حوالي 175 سرير.

## الأقسام والتخصصات
يتكون مستشفى قناة الجديدة من سبعة طوابق الطابق الأراضي يضم أقسام الاستقبال، العيادات الخارجية، الطوارئ، الأشعة، المعامل المركزية، والصيدلية، ويضم الطابق الأول على غرف العمليات، العناية المركزة، الغسيل الكلوي، الإدارة، ووحدة المناظير، ويضم الطابق الثاني غرف المرضي، العناية المركزة والعزل، والمخازن، ويضم الطابق الثالث أقسام عناية الأطفال، العناية المتوسطة، غرف المرضى، عمليات نساء، ويضم الطابق الرابع غرف مرضى، سكن طبيبات، ويضم الطابق الخامس غرف للمرضي وسكن أطباء، أما الطابق السادس فيضم غرف للمرضى، سكن تمريض، خدمات ومخازن، قاعة متعددة الأغراض وقاعة للاجتماعات.